# オリオン・ライト
オリオン・ライト（英語: Orion Lite）は、ビゲロー・エアロスペースとロッキード・マーティンによって提案された軽量のカプセル型宇宙船に報道関係者が使用する非公式の名称である。ロッキード・マーティンがNASAの為に開発中のオリオン宇宙船が基にされている。オリオンよりもより軽量で安く小規模の機体である。

## 概要
オリオン・ライトの設計の意図はオリオン宇宙船から国際宇宙ステーションへの任務に必要ない月や火星やラグランジュ点や地球近傍天体への装備等の要素を可能な限り取り除いた機種と推定される

。
ビゲロー社はロッキード・マーティンとの作業を2004年に開始した。数年後、ビゲローはオリオン・ライトの実物大模型の開発を100万ドルで請け負う契約に調印した。
オリオンライトの初期の任務は国際宇宙ステーションへ乗員を運ぶか若しくは民間の宇宙旅行者をビゲロー社が提案するサンダンサーのような民間の宇宙ステーションへ運ぶ事を予定している。オリオンライトがオリオンと同規模の外形寸法の場合、現行のオリオン仕様の深宇宙探査向けの装備は必要性がない事が推定される。その為オリオンライトは約7人の乗員の場合、室内空間は広がり、低軌道仕様の軽量化された生命維持装置を搭載する事が見込まれる。
ビゲロー社とロッキード・マーティンの共同作業によるオリオンライト自体は削除された模様である。現在、ビゲロー社は似たようなカプセル型のCST-100の開発をボーイング社と共に進めている。NASAの商業乗員輸送開発 (CCDev) 計画の下でボーイングとビゲロー・エアロスペースはオリオン宇宙船の遺産ではないこのカプセル型宇宙船の予備開発の予算を得た。オリオン・ライトの名称はこのカプセルにも使用されるがこれは正しくない。公式名称は発表されていない。
オリオン・ライトは同様にオバマ政権によって提案された縮小版のオリオン宇宙船であるオリオン乗員帰還船とも混同されていない。当初のオリオンに関する提案への予算は既に中止が予定されている。

## 打ち上げシステム
オリオンライトはアトラスVを含む複数のロケットの使用に互換性を備える事が提案される。有人仕様のアトラスVはオリオン・ライトと共に開発される必要があると見られる。この作業は既に開始されており、NASAの商業乗員輸送機開発 (CCDev) 計画の奨励金が与えられた。同様に有人仕様のスペースX社のファルコン9も同様にビゲロー社によって可能な打ち上げシステムとして提案された。

## 回収

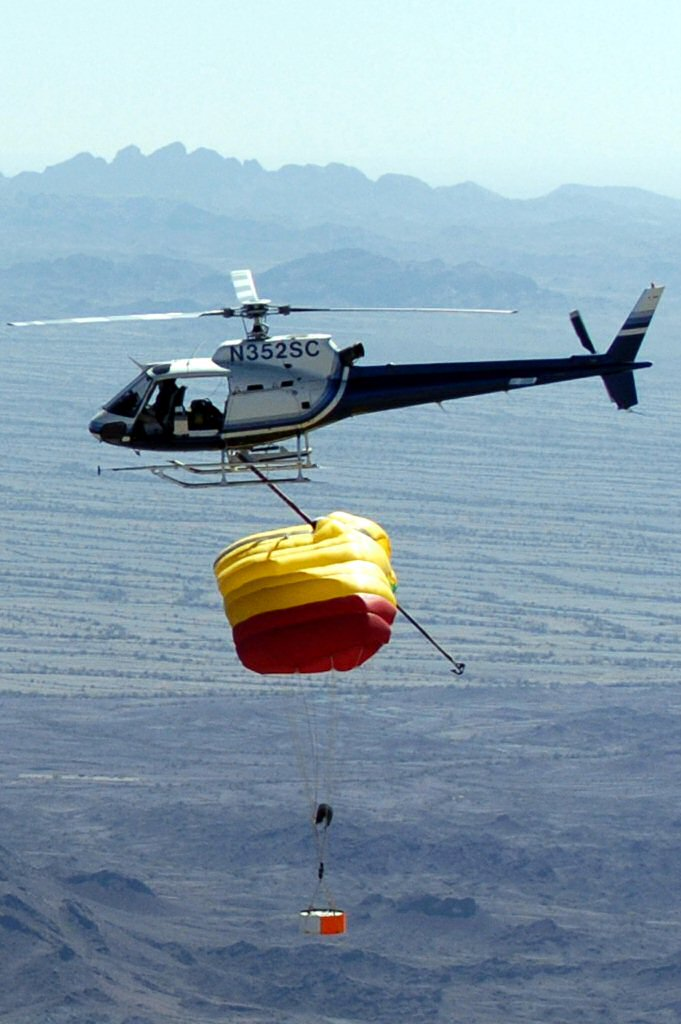
ヘリコプターの長いフックでパラシュートを引っ掛けることによってジェネシスを空中で回収する為の予行演習

オリオン・ライトの重量を減らす為に、オリオン宇宙船の耐久性のある熱シールドを低軌道からの大気圏再突入時のより低い温度に設計されたより軽量な熱シールドに交換する事が見込まれる。更に現行の提案では航空機によって降下中のオリオン・ライトを空中で回収する事が求められる。現在までにこのような回収方法が有人宇宙船で行われた事例は無いが人工衛星では使用された。